# فوجیوارا نو موتوتسونه
فوجیوارا نو موتوتسونه (انگلیسی: Fujiwara no Mototsune؛ ۸۳۶ – ۲۵ فوریه ۸۹۱) کانپاکو و سشو در  دوره هی‌آن اهل ژاپن بود. او فرزندخوانده فوجیوارا نو یوشی‌فوسا بود. او اولین کانپاکو، نایب‌السلطنه یک امپراتور بالغ، در تاریخ ژاپن بود.